# Республиканизм
Республикани́зм — идеология независимого самоуправления, дающая основу республиканскому конституционному строю или правлению страной как республикой, вне зависимости от цивилизованных прав конституционной монархии и формальной аристократии, с акцентом на равенстве человека и государства, равенстве каждого человека и гражданина перед совместно формируемыми обществом законами, праве на свободу и достоинство в пределах равенства, активно развиваемая свободомыслящими гражданами во имя торжества гуманистического права.
Республиканизм одно из выражений идеологии — референдум. Чертой современного республиканизма также являются свободные выборы. Республиканизм противостоял аристократии и монархии. Но на сегодняшний день ряд государств и стран, сохранивших монархов в виде должности, вместе со своими элитами является бо́льшим проводником республиканизма, чем многие формальные республики. Более широко, республиканизм основывается на политической системе, защищающей широкую выборность и верховенство закона, которое не может быть произвольно проигнорировано любым из граждан, президентом, правительством или королём, так как республиканское законотворчество основано на прямом волеизъявлении граждан. В правоприменении республиканизм выражается в делении правовых институтов и формируемых из них отраслей права на две подсистемы — частное право с принципом «разрешено что не запрещено» и публичное право, с ограничением для облечённых властью по принципу «разрешено только разрешённое законом».
Согласно Джону Адамсу, «Республику устанавливают, чтобы быть государством права, а не государством людей». Литераторы порой затрудняются с определением ценностей и поведения, необходимых гражданам, чтобы республика процветала. При этом исторически акцент в республиканизме делается на экономической и правовой свободе личности в пределах равенства перед законом; на широко распространенном участии граждан в формировании и блокировании законов через референдум и свободные выборы; пацифизме, гражданском достоинстве, недопущении коррупции и связанного с ней террора.
Фридрих Шлегель предпринял относительно успешную попытку заменить понятие «республиканизм» «демократизмом», что однако не было поддержано как теоретиками республиканизма, так и самими республиканцами, в их подавляющем большинстве. Основа современного республиканизма — это идея об общем деле в смысле правовой республики в основе каждой успешной страны, вне зависимости от объявленного конституционного строя. Она зиждется на уважении каждого к правилам общественного договора, обрамлённого законами, сознательно принятыми обществом во имя блага и права на развитие каждого человека. Демократизм отличается от республиканизма менее жёсткими установками в области влияния на законы, связанные с правом на жизнь человека с её зарождения среди не способных себя защитить и бо́льшими политическими и партийно-уставными послаблениями в сфере вторжения в так называемое массовое сознание.

## Республиканизм Жан-Жака Руссо
Руссо окончательно вывел республиканизм из борьбы только против угнетения, сориентировав потребителей политической философии на конструктивную повестку. Он нашёл первопричину проблем — в произволе облечённых властью алчных публичных персон. Руссо призвал к усечению последних в правах не только законами, формируемыми референдумом, но и разделением права на усечённое до буквы закона право для власть имущих «публичных персон» и на свободное право для остальных граждан, как несущего звена державы. В этом Руссо преследовал цель достижения равенства граждан и жителей Франции и родной для него Женевской Республики в их правовом положении. При этом публичные персоны, по мысли Руссо, должны были бы усекаться в правах только при исполнении ими взятых на себя перед обществом обязанностей. На практике это породило разделение права на две подсистемы — публичное право, то есть право для публичных персон, и частное право или право для частной жизни.
Руссо не боролся против факта наличия монархии или аристократии а выражал свои идеи, ориентируясь на благо и защищённость каждого, логично допуская, что власть имущий, равный соотечественникам в праве на жизнь, сможет оценить возможность защитить себя гуманистичными законами и скорее откажется от права на тиранию, чем от права на жизнь для себя и для своей семьи — так идеи Руссо примирили французов после революций и переворотов.
Философия Руссо соперничает с отвечающими интересам загосударствлённого корпоративного капитала идеями Гоббса, продвижение которых активно финансируется, в отличие от не нужных глобалистам подобного рода идей Руссо. Гоббс изложил свои мысли об общественном договоре не ради гражданского суверенитета, а ради суверенитета государственного. Его учение менее креативно, но более однозначно чем у Руссо: утверждение независимости подданных от государства или их равенства с последним не было задачей Гоббса. Он не занимался и опасным для феодально-землевладельческой модели власти конструированием гражданственности и собственно республиканизма, а лишь давал чёткие советы на тему, как сделать население активнее, дабы оно, получив мотивацию в освежённом подходе к жизни под короной, приносило в монархическую казну больше прибыли от использования собственного труда.